# Trstené
Trstené je obec na Slovensku, v okrese Liptovský Mikuláš v Žilinském kraji. Obec se nachází v západní části Liptovské kotliny na úpatí Západních Tater.
První písemná zmínka o obci pochází z roku 1269. V obci se nachází raně gotický římskokatolický kostel Všech svatých se šindelovou střechou. Pochází z konce 13. století.